# Programa Constellation

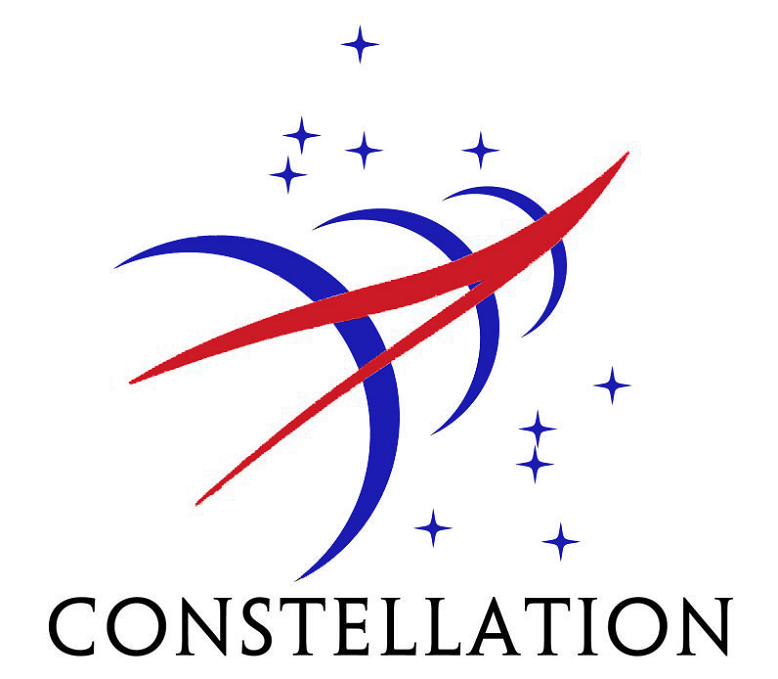
Insígnia do Programa Constellation

Programa Constellation era um projeto de programa espacial da NASA para criar uma nova geração de naves espaciais para voos espaciais com humanos, consistia primeiramente nos veículos no lançamento Ares I e Ares V, o Orbitador Lunar Orion, o Estágio da Partida da Terra e o Módulo Lunar Altair. Esta nave espacial seria capaz de executar uma variedade de missões, como a alunissagem.
A maioria da engenharia do programa era baseada nos sistemas desenvolvidos originalmente para os Ônibus Espacial, embora o sistema Orion e do módulo de serviço seja influenciado pesadamente pela nave espacial mais adiantada de Apollo.
Também sob a consideração está o conceito direto do veículo do lançamento, que usa componentes existentes dos ônibus espaciais, tais como os impulsionadores contínuos do foguete e o tanque externo, com desenvolvimento mínimo da ferragem nova.
Contudo, em 1 de fevereiro de 2010, a administração Obama apresentou a proposta de  orçamento para o ano de 2011, no qual desiste do programa Constellation. Cancelando os fundos para este programa e defendendo a participação da iniciativa privada na criação de naves espaciais para o transporte de astronautas a princípio para a órbita terrestre baixa .

## Composição

### Orion

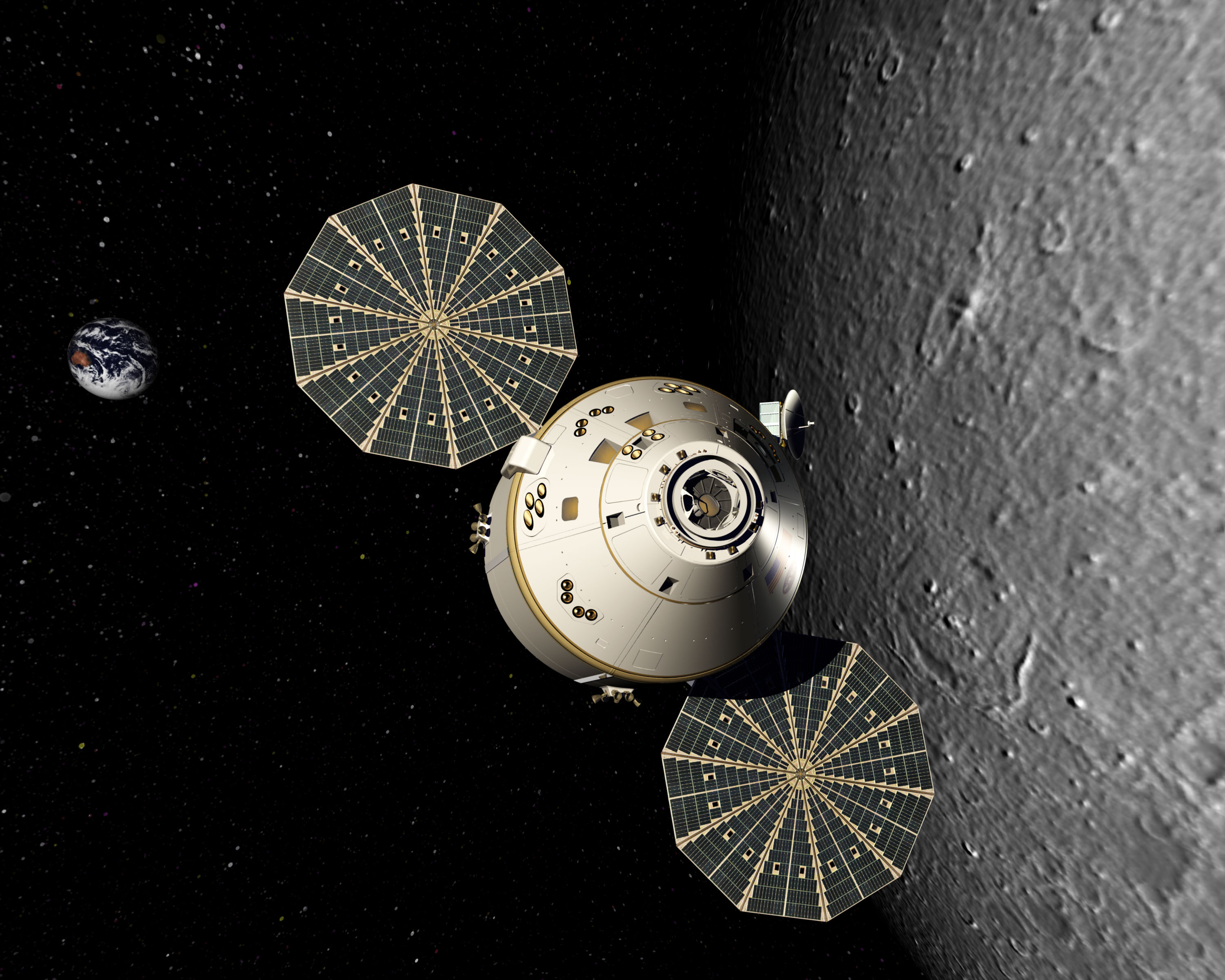
A nave Orion na órbita lunar.

Orion consistiria de duas porções principais: um módulo do grupo (CM = Crew Module, em inglês) similar ao módulo de comando de Apollo, que seria capaz de transportar quatro a seis membros do grupo, e um módulo de serviço cilíndrico (manutenção programada) que conteria os sistemas de propulsão e as fontes preliminares dos materiais de consumo. O Orion CM seria reutilizável por até 10 voos, permitindo que a NASA formasse uma frota de Orion CMs.

### Veículos de Lançamento

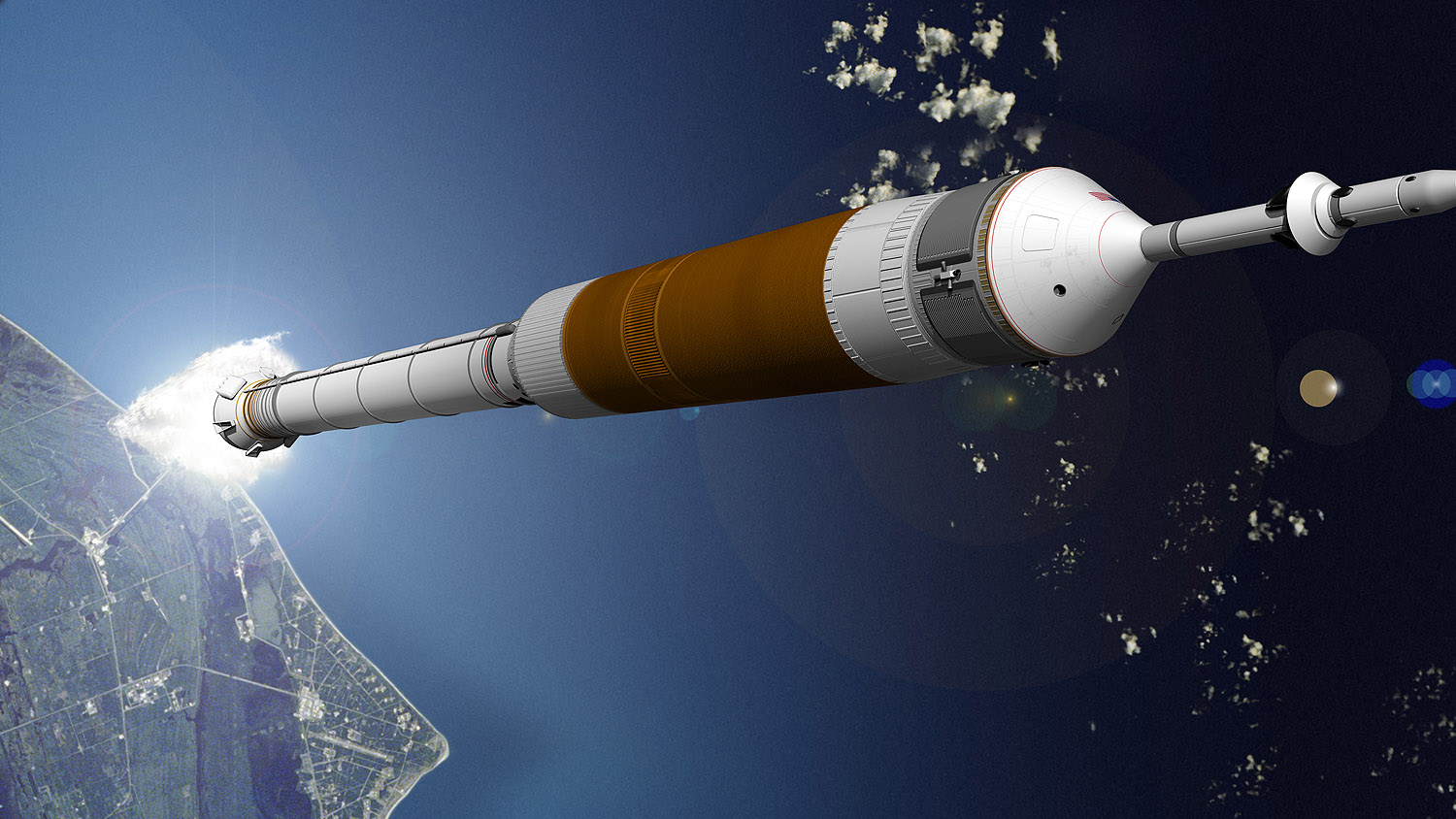
Concepção artística do Ares I na atmosfera terrestre.

A nave espacial Orion seria lançada em uma órbita baixa da Terra usando o foguete propulsor  Ares I .Consultado anteriormente como ao veículo do lançamento da tripulação (CLV = Crew Launch Vehicle), o Ares I consistiria de um único impulsionador contínuo derivado dos impulsionadores usados no sistema dos ônibus espaciais, conectado em sua extremidade superior por um conjunto de sustentação a um segundo estágio líquido-abastecido por um motor do foguete da Apollo. A nave espacial Orion seria levantada na órbita sobre esta "pilha", quando um veículo maior do lançamento (o Ares V) seria usado lançar o Módulo Lunar.

### Módulo Lunar Altair

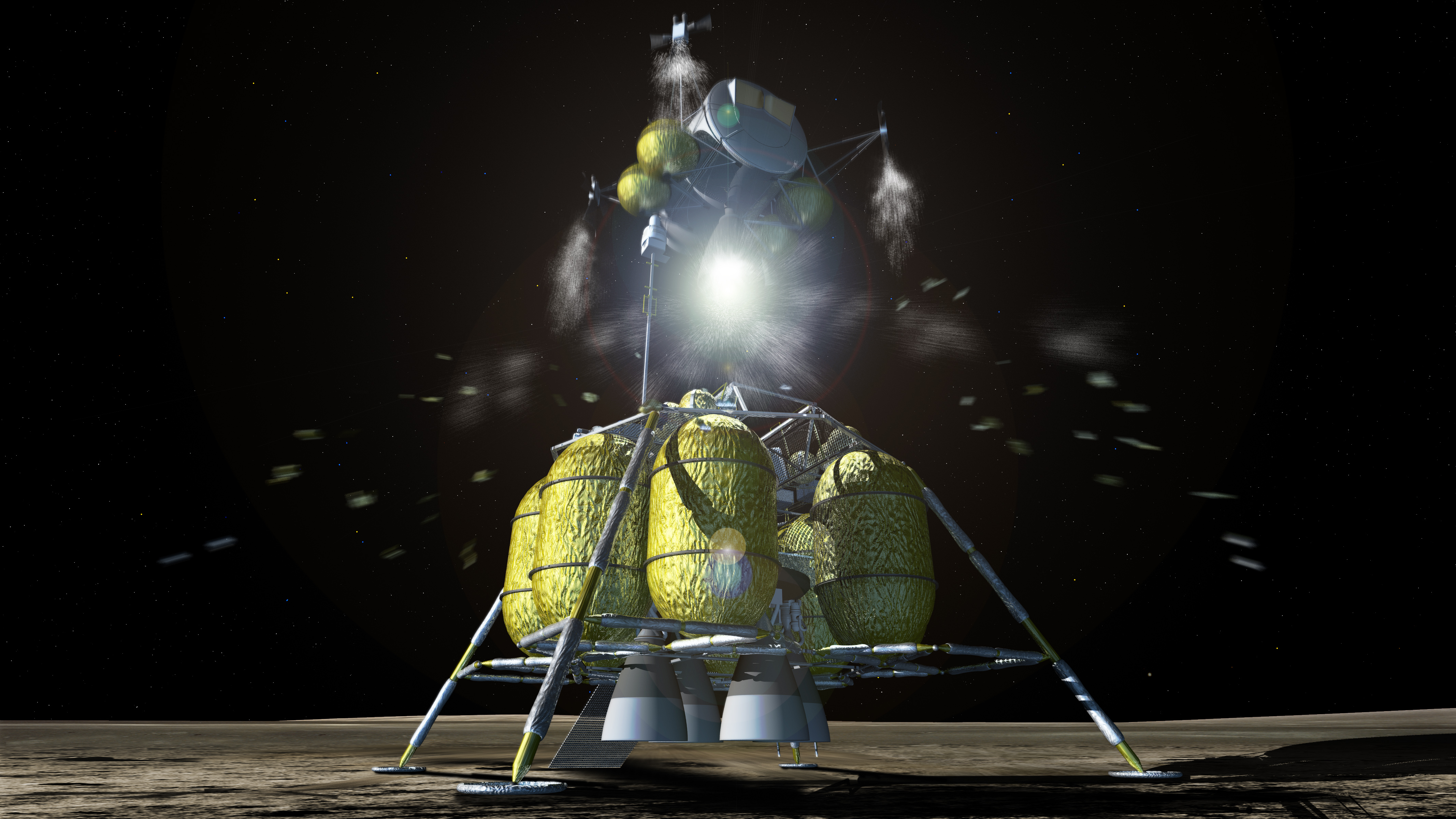
Lançamento do estágio de ascensão.

O Módulo Lunar Altair seria o veículo principal de transporte dos astronautas até a lua. Como seu antepassado de Apollo (LM=Lunar Module), o LSAM consistiria em duas partes: um estágio de ascensão, onde os astronautas permanecerão durante a viagem, e um estágio da descida que teria a maioria dos materiais de consumo do grupo (oxigênio e água) e equipamento científico.

### Estágio de partida da Terra

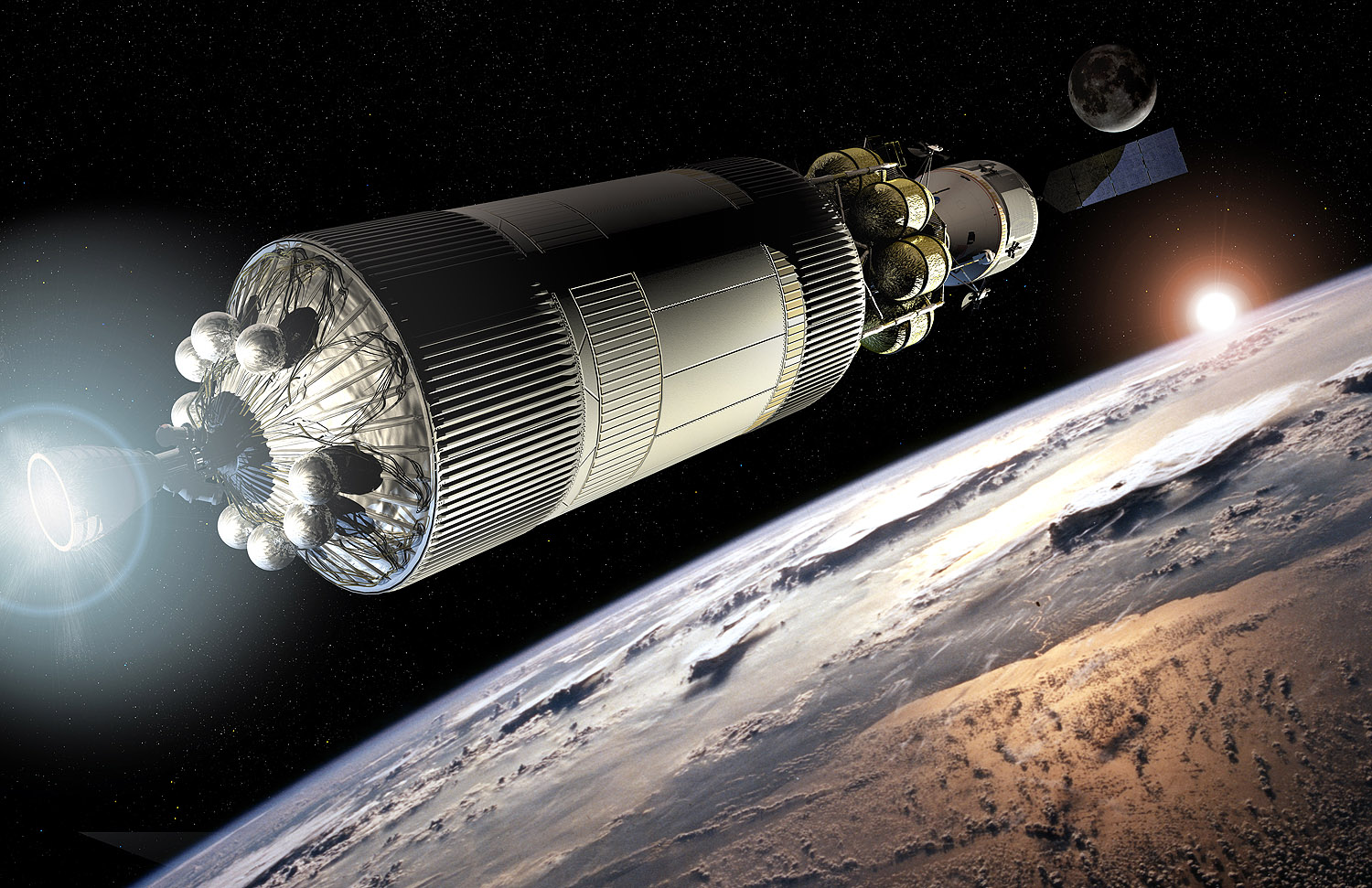
Estágio de partida da Terra.

O Estágio da partida da Terra (EDS = Earth Departure Stage) seria o sistema principal de propulsão que enviará Orion/LSAM da órbita baixa da terra à lua. Será lançado em um foguete Ares V; A nave Orion seria lançada separadamente,na órbita da terra as duas naves(LSAM e Orion) se acoplam, e seria então configurada para a viagem à lua.